# Ili-ma-ilu
Ili-ma-ilu  (Ilī-ma-ilu) war der erste König (etwa 1783–1724 v. Chr.) der Meerland-Dynastie, die für etwa 350 Jahre von etwa 1783 bis 1415 v. Chr. den Süden Mesopotamiens beherrschte. Iluma-ilum ist aus späteren Königslisten und Chroniken, aber auch von einigen wenigen zeitgenössischen Urkunden bekannt. Aus diversen Quellen ist ersichtlich, dass unter dem babylonischen König Šamšu-iluna Babylon an Macht verlor und nicht mehr länger die vorherrschende Macht in Mesopotamien war. Diverse Städte machten sich selbständig.
In diesem Zusammenhang ist auch der Aufstieg eines Herrscherhauses ganz im Süden Mesopotamiens zu sehen, obwohl Details zu den Ereignissen und zum Aufstieg der Meerland-Dynastie weitestgehend im Dunkeln bleiben. Aus der babylonischen Chronik ABC 20B erfährt man, dass der babylonische König Šamšu-iluna zweimal gegen Ili-ma-ilu kämpfte, aber erfolglos war. Ili-ma-ilu war offensichtlich ein Rebell, der den Königstitel annahm und ein eigenes Reich gründete. Auch von Šamšu-ilunas Nachfolger Abi-ēšuḫ sind Kämpfe gegen Ili-ma-ilu in der Chronik belegt, die aber auch erfolglos blieben. Ili-ma-ilu ist aus Rechtsurkunden aus Nippur bekannt, die nach ihm datiert sind. Er vermochte also diese Stadt einzunehmen und es kann vermutet werden, dass er noch andere Orte in Südmesopotamien unter seine Herrschaft brachte. Die Herrschaft in Nippur dauerte aber wahrscheinlich nicht lange und die Stadt kam bald wieder unter babylonische Herrschaft.
Der Name Ili-ma-ilu ist akkadisch und bedeutet Mein Gott ist (wirklich) Gott. Es erscheint merkwürdig, dass kein Gott explizit genannt wird, doch ist dies nicht ohne Parallelen.